# Kazuo Ōno
Kazuo Ōno (27 de octubre de 1906 - 1 de junio de 2010) fue un bailarín y actor de butō japonés, reconocido como un gurú y figura espiritual en este arte.
Nació en Hakodate, Hokkaidō, y comenzó sus estudios de danza en 1933, poco después de ver en acción a la bailarina de flamenco Antonia Mercé y Luque, conocida como «La Argentina». 50 años más tarde, realizó un trabajo en homenaje a ella, llamado Admirando a La Argentina.
Comenzó en 1960 a trabajar directamente con Tatsumi Hijikata, auténtico fundador de la técnica butō. Kazuo Ōno, a diferencia de Tatsumi, es más un solista performático que un técnico y coreógrafo. Ōno e Hijikata conformaron el núcleo de lo que hoy se conoce como butō tradicional. Los estudiantes que pasaron tiempo con Ōno generalmente estaban interesados en un aprendizaje más ecléctico e individual.
Durante las últimas dos décadas de su vida, desde sus 90 y tantos años de edad y confinado a una silla de ruedas, Ōno siguió enseñando y realizando performances junto a su hijo Yoshito.
En octubre de 2006, poco después del cumpleaños número 100 de Ōno, una editorial japonesa publicó un libro en homenaje a Ōno con fotografías de Eikoh Hosoe titulado El sueño de la mariposa.